# Sida szechuensis
Sida szechuensis là một loài thực vật có hoa trong họ Cẩm quỳ. Loài này được Matsuda miêu tả khoa học đầu tiên năm 1918.